# 9678 van der Meer
9678 van der Meer (2584 P-L) là một tiểu hành tinh vành đai chính.